# Verner Åström
Erik Verner Åström, född 13 juli 1895 i Gagsmark, Byske socken, Västerbottens län, död 10 april 1964 i Umeå, var en svensk skulptör, konsthantverkare och målare.
Han var son till hemmansägaren Johan Eriksson-Åström och Emilia Andersson och från 1929 gift med småskolläraren Rut Maria Norén. Parallellt med sitt arbete som hantverksbildhuggare började Åström tidigt snida statyetter i trä. Efter att han tilldelades ett stipendium reste han till Tyskland för att studera tyskt bildhuggeri. Han var anställd vid Nordiska kompaniets verkstäder i Nyköping 1927–1931 samtidigt studerade han vid Nyköpings lärlings- och yrkesskola. Vid en utställning visades hans mahogny skulptur Jazzbönan som meriterade honom för ett nytt stipendium som han använde till sitt andra Tysklands besök. Därefter återvände han till hemorten där han vid sidan av sitt skapande var verksam som lantbrukare. Bland hans offentliga arbeten märks ett krucifix för kapellet i Ytterbyn och till gravkapellet i hemsocknen Byske. Som målare utförde han porträtt och religiösa framställningar för bönhuslokaler i Norrland. Vid en konstutställning i Umeå 1929 där han visade upp en serie träskulpturer tilldelades han en silvermedalj. Han deltog i Skellefteås jubileumsutställning 1945 där han även ställde ut separat 1950.